# Battery Park City
A Battery Park City egy 92 hektáros (37 hektáros) főként lakossági céllal tervezett közösség és környék New York Manhattan szigetének déli csücskének nyugati oldalán. Nyugaton a Hudson folyó, északról és délről a Hudson folyó partvonala, keletről pedig a West Side Highway határolja. A környék a The Batteryről kapta a nevét, amely korábban Battery Park néven volt ismert, és közvetlenül délen található.
A terület több mint egyharmada parkosított. A földterület, amelyen épült, a Hudson-folyó meliorációjával jött létre, több mint 3 millió köbméter (2,3 × 106 m3) talaj és kőzet felhasználásával, amelyeket a World Trade Center építése során ástak ki. A környéken található a Brookfield Place (korábban a World Financial Center), valamint számos lakhatási, kereskedelmi és kiskereskedelmi épület.